# Berghain
Berghain (pronunciación en alemán, [bɛɐ̯k.haɪn]) es una discoteca de música electrónica en Berlín, Alemania. Su nombre es un acrónimo entre Kreuzberg y Friedrichshain (Friedrichshain-Kreuzberg), y se encuentra a pocos metros de la principal estación de tren del antiguo Berlín Oriental, Ostbahnhof. Un periodista estadounidense describió a Berghain en 2007 como «posiblemente la capital mundial actual del techno, al igual que E-Werk o Tresor en sus respectivos apogeos».

## Historia

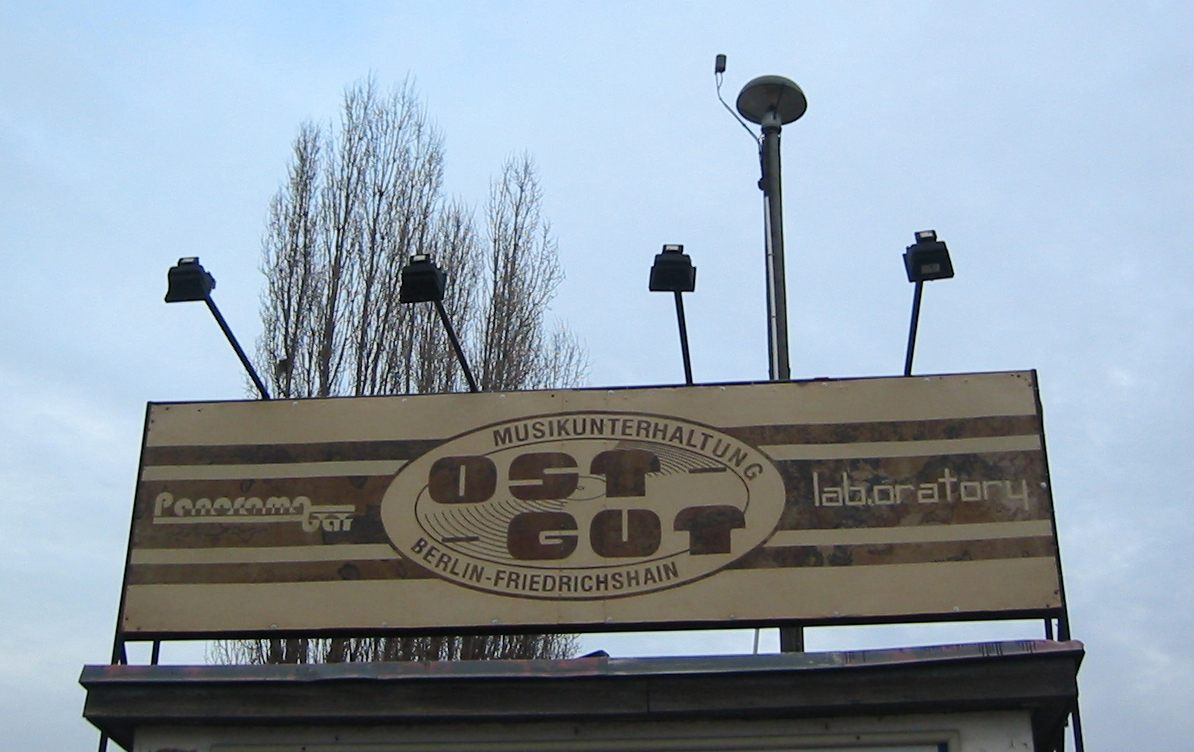
Valla publicitaria de Ostgut

Berghain es la reencarnación del «legendario» club Ostgut (1998–2003) y surgió de una fiesta nocturna sexofetichista solo para hombres llamada Snax, que se celebró en diferentes lugares antes de encontrar su hogar permanente en Ostgut. Ostgut se convirtió en un punto focal de la subcultura tecno de Berlín después de que el lugar se abriese al público general en las noches regulares, mientras que las noches exclusivas de Snax continuaron celebrándose de seis a ocho veces al año.
Ostgut clausuró el 6 de enero de 2003, tras un evento de despedida de 30 horas. El antiguo almacén ferroviario que albergaba el club fue posteriormente demolido. Berghain se abrió en 2004. El nombre «Berghain» es un acrónimo de los nombres de los dos barrios de la ciudad que flanquean los lados sur y norte del edificio en el que se encuentra el club: Kreuzberg (anteriormente en Berlín Occidental) y Friedrichshain (Berlín Oriental). El significado literal de la palabra en castellano es «arboleda (hain) y montaña (berg)».
El evento Snax todavía se celebra dos veces al año, en sábado santo y en noviembre. Como el DJ y productor nacido en Mineápolis, Dustin Zahn, quien interpretó un set de DJ en la fiesta Snax 2013, explicó: «Una vez al año en honor a la antigua tradición Ostgut, Berghain cierra sus puertas a la multitud y desata un maratón gay sin tapujos donde todo vale». Ubicado en el mismo edificio se encuentra el famoso club sexual gay Lab.Oratory, que atrae a una multitud internacional y exhibe un hedonismo más intenso que Berghain.
El portero principal de Berghain, Sven Marquardt, es también un conocido fotógrafo.
En marzo de 2020, la administración declaró cerrar temporalmente Berghain debido a la pandemia de enfermedad por coronavirus. Reabrió en septiembre del mismo año pero como galería de arte, con la exposición multidisciplinar Studio Berlin, a cargo de Christian y Karen Boros, y desde entonces, una gigantesca pancarta en la que puede leerse «Morgen ist die Frage» (Mañana es la cuestión) corona el edificio.

## El club
El club está ubicado en una antigua planta energética (originalmente alquilada de la compañía energética Vattenfall) en Friedrichshain, cerca de la estación de tren Berlin-Ostbahnhof. En 2011, el edificio fue comprado a Vattenfall y ahora es de propiedad absoluta. El edificio es notable por sus enormes dimensiones y tiene capacidad para una pista de baile de 18 m de altura y espacio para 1.500 asistentes. El diseño minimalista e industrial del interior está dominado por acero y hormigón.
El club contiene una sala principal «cavernosa», así como un espacio más pequeño en el piso de arriba llamado Panorama Bar. Está decorado con fotografías de Wolfgang Tillmans a gran escala y presenta ventanas altas con vistas al este de Berlín. En 2007 solo la mitad del edificio estaba en uso.
Berghain / Panorama Bar fue nominado como Club del Año en los Electronic Music Awards 2017.
Berghain tiene un sistema de sonido Funktion-One en su pista de baile principal que, cuando se instaló en 2004, fue una de las instalaciones más grandes de la compañía.  En su lanzamiento, el sistema de sonido constaba de cuatro Funktion-One Dance Stacks (que consisten en un DS210, un DS215 y tres F218), un Double Infrahorn (que consta de dos Infrabass, una Doublehorn Extension) y dos Resolution2 para monitoreo. Panorama Bar se actualizó en 2007 con un sistema de matriz de línea de cuatro puntos con seis subwoofers adicionales de Studt Akustik.

## Cultura
A lo largo de su existencia, Berghain se ha asociado con la decadencia y el hedonismo. Un artículo de 2006 de The New Zealand Herald describe «personas que se dedican abiertamente a actos sexuales» dentro del club, ya que en ese momento, el edificio contenía varias salas oscuras específicamente reservadas para tal actividad. La escritora de The Guardian, Helen Pidd, declaró en un artículo de 2008: «[Camine] más allá de las cabinas en la planta baja y seguramente verá a alguno desnudo, o a diez». Tomar fotos está estrictamente prohibido dentro de Berghain, y no se pueden encontrar espejos ni superficies reflectantes en ninguna parte del club.
Berghain también es famoso por sus largos horarios de apertura. Como Pidd escribió en 2008, «[Nadie] llega antes de las 4 de la madrugada, y la mayoría se queda hasta la hora del té».

## Compañía discográfica

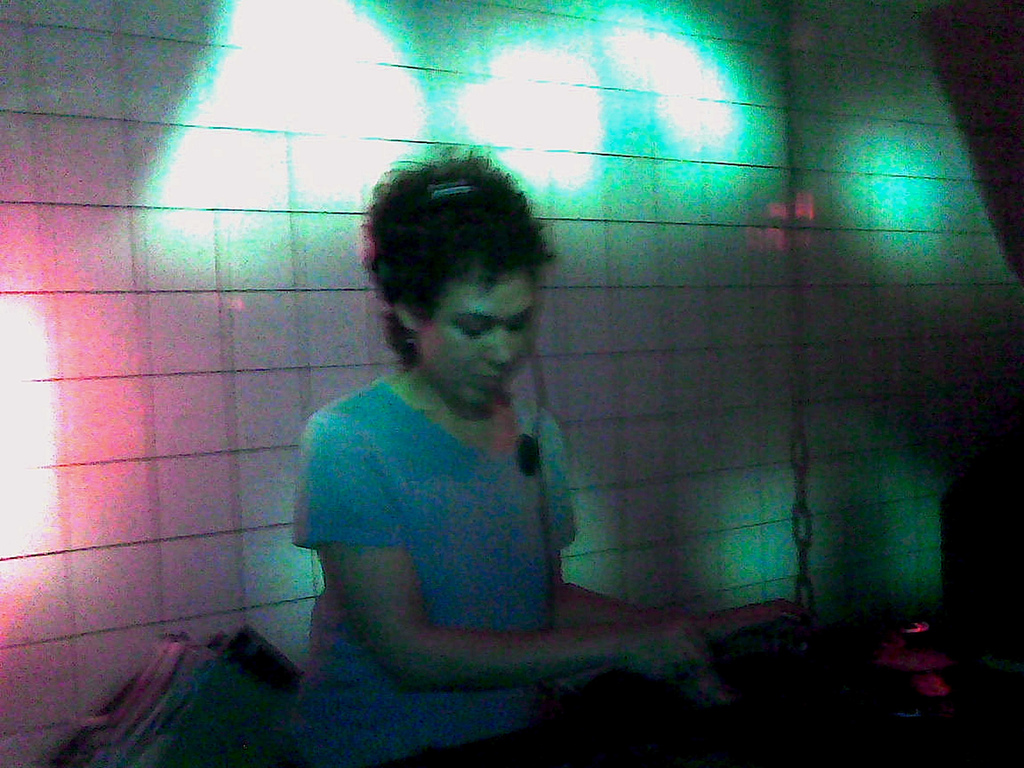
Cassy, residente del Panorama Bar

En 2005, los propietarios de Berghain comenzaron un sello discográfico llamado Ostgut Ton. Los primeros lanzamientos del sello fueron de residentes de DJ de Berghain / Panorama Bar, como Marcel Dettmann, Cassy y Ben Klock. La música lanzada por el sello es principalmente techno, techno de Detroit y minimal techno. Nick Höppner, un DJ residente que fundó y administró el sello hasta diciembre de 2012, declaró en 2007: «La división simple es que Panorama Bar atiende más o menos al house... y Berghain es realmente la plataforma para el techno más purista».  Jenus Baumecker-Kahmke sucedió a Höppner como gerente de la etiqueta, pero renunció en enero de 2018. El puesto fue asumido por A.J. Samuels, quien también maneja las dos subetiquetas de Ostgut Ton, Unterton y A-Ton.
En 2007, Berghain colaboró con el Ballet Estatal de Berlín para crear Shut Up and Dance! Updated, un pieza de ballet para cinco bailarines que se realizó en el club a fines de junio y principios de julio de ese año. La banda sonora del ballet, lanzada en Ostgut Ton el 29 de mayo de 2007, está compuesta por cinco pistas especialmente compuestas por destacados artistas de techno minimal, como Luciano, Âme, Sleeparchive y Luke Slater (The 7th Plain).  La banda sonora recibió críticas positivas, incluida una crítica de cinco estrellas en The Guardian, mientras que el ballet recibió malas noticias de la revista Resident Advisor (RA).

En octubre de 2010, el sello lanzó una compilación del quinto aniversario titulada Fünf, para la cual las grabaciones de campo del club se utilizaron como base para la colección de dos discos. Höppner explicó el concepto detrás de la compilación en una entrevista de agosto de 2010:
Bueno, en realidad no fue idea mía... No me gustó la idea de hacerlo como todos los demás, tal vez una mezcla en el catálogo posterior y algunas canciones nuevas exclusivas de algunos artistas clave... Quería algo más especial. Luego, hace un tiempo, conocí a Emika, ella misma está haciendo música en Ninja Tune. Nos sentamos juntos un día el verano pasado y ella me contó sobre su última visita a Berghain. Era un domingo regular por la mañana y se dio cuenta de que todo en el edificio resonaba, vibraba, oscilaba y tarareaba: se dio cuenta de que había muchos sonidos provenientes del propio edificio. Eso llevó a la idea de hacer grabaciones de campo dentro del edificio mientras no está abierto al público... Tomó alrededor de dos o tres semanas... Era una biblioteca de cuatro gigabytes.
Höppner también habló sobre la lista de artistas y el desempeño de ventas de la etiqueta, afirmando que muchas personas que envían grabaciones son rechazadas debido a que hay «tantos artistas internos», mientras que la etiqueta, en ese momento, vendía más productos que otras etiquetas, pero no estaba generando un gran margen de beneficio. Con respecto al período de 2010 a 2015, Höppner dijo: «Cada uno tiene sus gustos y un estándar de calidad muy alto. Supongo que solo mantener este nivel de calidad es nuestra ambición. Mantenlo interesante, y lo que sea que realmente signifique queda por verse».

## Reconocimiento

### Los 100 mejores clubes de DJ Magazine
Berghain ingresó por primera vez a la lista de los 100 mejores clubes de DJ Magazine en 2008, clasificándose en el número 20, y alcanzó la primera posición el año siguiente.

#### Posición por año
| Año  | Posición | Notas         | Ref.   |
| ---- | -------- | ------------- | ------ |
| 2008 | #20      | Entrada nueva | [ 28 ] |
| 2009 | #1       |               | [ 29 ] |
| 2010 | #8       |               | [ 30 ] |
| 2011 | #6       |               | [ 31 ] |
| 2012 | #13      |               | [ 32 ] |
| 2013 | #18      |               | [ 33 ] |
| 2014 | #14      |               | [ 34 ] |
| 2015 | #13      |               | [ 35 ] |
| 2016 | #16      |               | [ 36 ] |
| 2017 | #12      |               | [ 37 ] |
| 2018 | #10      |               | [ 38 ] |
| 2019 | #10      |               | [ 39 ] |
| 2020 | #8       |               | [ 40 ] |